# Сан-П'єтро-ін-Казале
Сан-П'єтро-ін-Казале (італ. San Pietro in Casale) — муніципалітет в Італії, у регіоні Емілія-Романья,  метрополійне місто Болонья.
Сан-П'єтро-ін-Казале розташований на відстані близько 330 км на північ від Рима, 24 км на північ від Болоньї.
Населення — 12 095 осіб (2014).
Щорічний фестиваль відбувається 29 червня. Покровитель — святий Петро.

## Демографія
Населення за роками:

Станом на 1 січня 2023 року в муніципалітеті офіційно проживали 1783 іноземці з 67 країн, серед них 534 громадяни країн Євросоюзу та 74 громадяни України.

## Сусідні муніципалітети
- Бентівольйо
- Кастелло-д'Арджиле
- Галльєра
- Малальберго
- П'єве-ді-Ченто
- Сан-Джорджо-ді-П'яно